# Brachycephalus auroguttatus
Brachycephalus auroguttatus é uma espécie de anfíbio da família Brachycephalidae. Endêmica do Brasil, pode ser encontrada na Pedra da Tartaruga no município de Garuva, estado de Santa Catarina.